# Francesc Tosquelles Llauradó
Francesc Tosquelles Llauradó (Reus, 22 de agosto de 1912 – Granges-sur-Lot, 25 de septiembre de 1994) fue un psiquiatra español, uno de los inventores de la psicoterapia institucional, movimiento que influyó poderosamente la pedagogía y la psiquiatría de la segunda mitad del siglo XX.

## Trayectoria
Tosquelles fue marxista republicano de sensibilidad libertaria, y en España tuvo ocasión de transformar la práctica médica durante la Guerra civil. Empleó prostitutas como personal sanitario, práctica mostrada en la película Politique de la folie. Condenado a muerte por el régimen del dictador Francisco Franco, se refugió en Francia, en el hospital psiquiátrico de Saint-Alban-sur-Limagnole, en Lozère, con sus maletas y con dos libros: Aktivere Krankenbehandlung in der Irrenanstalt (Tratamiento más dinámico de los pacientes en el manicomio) de Hermann Simón, que postula que un hospital es un organismo enfermo que constantemente atiende a los llamados enfermos que ingresan en él y la tesis de Jacques Lacan, De la psychose paranoïaque dans ses rapports avec la personnalité (La psicosis paranoica en relación con la personalidad), que imprimió en el club de los enfermos del hospital. Participó entonces en la transformación de Saint-Alban. 
Fue primero reconocido como psiquiatra por México, cuyo gobierno del Partido Revolucionario Institucional (PRI) no reconocía al del general Franco. Tosquelles tuvo que revalidar en Francia su título de medicina, pues no se lo convalidaron, matriculándose de dicha carrera en el país galo, para convertirse en médico jefe del hospital de Saint-Alban, en 1952. Mantuvo un fuerte apego por Saint-Alban y fue uno de los fundadores de la Société du Gévaudan.